# Flowing Wells, Arizona
Flowing Wells je naseljeno područje za statističke svrhe u američkoj saveznoj državi Arizona. Prema popisu stanovništva iz 2010. u njemu je živjelo 16,419 stanovnika.